# Fraccionamiento 25 de Enero
Fraccionamiento 25 de Enero är en ort i Mexiko.   Den ligger i kommunen Santo Domingo Tehuantepec och delstaten Oaxaca, i den sydöstra delen av landet, 500 km sydost om huvudstaden Mexico City. Fraccionamiento 25 de Enero ligger 17 meter över havet och antalet invånare är 821.
Terrängen runt Fraccionamiento 25 de Enero är huvudsakligen platt, men åt sydväst är den kuperad. Runt Fraccionamiento 25 de Enero är det ganska tätbefolkat, med 179 invånare per kvadratkilometer. Närmaste större samhälle är Salina Cruz, 8,3 km söder om Fraccionamiento 25 de Enero. Omgivningarna runt Fraccionamiento 25 de Enero är en mosaik av jordbruksmark och naturlig växtlighet.